# Langur de Popa
Trachypithecus popa
Espèce
Répartition géographique
Statut de conservation UICN

CR  : 
En danger critique
Le Langur de Popa (Trachypithecus popa) est une espèce de primates du genre Trachypithecus découverte en 2020 par le Centre de primatologie allemand (de) et l’organisation non gouvernementale environnementale Fauna & Flora International dans la région du mont Popa en Birmanie, un volcan inactif culminant à 1 500 mètres d'altitude (il existait cependant auparavant des spécimens de langur de Popa exposés dans des musées du pays).

## Taxinomie
La communauté scientifique pensait auparavant que les langurs vivants dans cette région étaient des semnopithèques de Phayre.

## Description
Le corps du Langur de Popa mesure de 50 à 60 cm de longueur. De pelage gris, la face est noire avec un large museau blanc charnu et des yeux noirs cerclés de blanc.

## Statut et protection
Actuellement seulement de 200 à 250 individus ont été dénombrés, répartis en quatre populations isolées les unes des autres.